# Кларк, Кейт Фриман
Кейт Фриман Кларк (англ. Kate Freeman Clark; 1875—1957) — американская художница.

## Биография
Родилась 3 сентября 1875 года в городе Холли-Спрингс, штат Миссисипи, в семье Эдварда Кларка (Edward Donaldson Clark) и его жены Кэри Фриман (Cary Walthall Freeman Clark) и была единственным ребёнком, которого назвали в честь бабушки и назвали «маленькая Кейт», чтобы отличать её от «мамы Кейт».
Вскоре после рождения дочери её отец купил плантацию, которая позже стала центральной частью города Кэри, названного в честь его жены. Мать с дочерью проводили бо́льшую часть времени в Холли-Спрингс, где воздух считался чище, чем в дельте Миссисипи, где проводил время в делах их отец.
Эдвард Кларк умер от пневмонии в 1885 году. После его смерти Кейт и её мать переехали на Freeman Place в Холли-Спрингс, где раньше была резиденция семьи Уолтоллов. Затем очень быстро они переехали в Нью-Йорк, где Кейт в 1891 году окончила школу Гардинера (Gardiner School). В 1893 году они вдвоём отправились на Всемирную выставку в Чикаго, где в девушке проявилась страсть к искусству. По возвращении в Нью-Йорк она поступила в 1894 году в Лигу студентов-художников; там она училась рисованию у Джона Твахтмана и акварели у Ирвинга Уайлса.
Именно Уайлс познакомил её с Уильямом Чейзом, который обучал её натюрмортам и пленэрной живописи и был её наставником до своей смерти в 1916 году. Чейз очень уважал работы Кейт Кларк, выбрав две из её картин для своей личной коллекции. Кларк всё так же с матерью проводили лето в 1890-х годах на востоке Лонг-Айленда. В 1896 году они посетили Вашингтон: Кэри провела там светский сезон, а Кейт посещала занятия в Школе искусств Коркорана. Вернувшись в Нью-Йорк, Кейт посещала Нью-Йоркскую школу искусств (ныне Parsons School of Design) и Школу искусств Шиннекок; путешествовала по курортным районам Вермонта и Коннектикута.
Художница периодически возвращалась в родной штат Миссисипи в течение своей карьеры по семейным делам; бо́льшую же часть своей творческой жизни она провела в Нью-Йорке. Однако в 1924 году, после более чем двадцати лет, проведённых лет в Нью-Йорке, Кейт Кларк вернулась на родину к своим южным корням, навсегда оставив мир искусства.
Кларк подписывала свои работы Freeman Clark или K. Freeman Clark, чтобы её пол не сразу был очевиден. Она начала выставляться, показывая свои работы в Национальной академии дизайна в 1905 году. Затем последовали выставки в Музее Карнеги в Питтсбурге, в Галерее искусств Коркоран в Вашингтоне, в Пенсильванской академии изящных искусств в Филадельфии, а также в National Academy и Ообществе американских художников в Нью-Йорке.

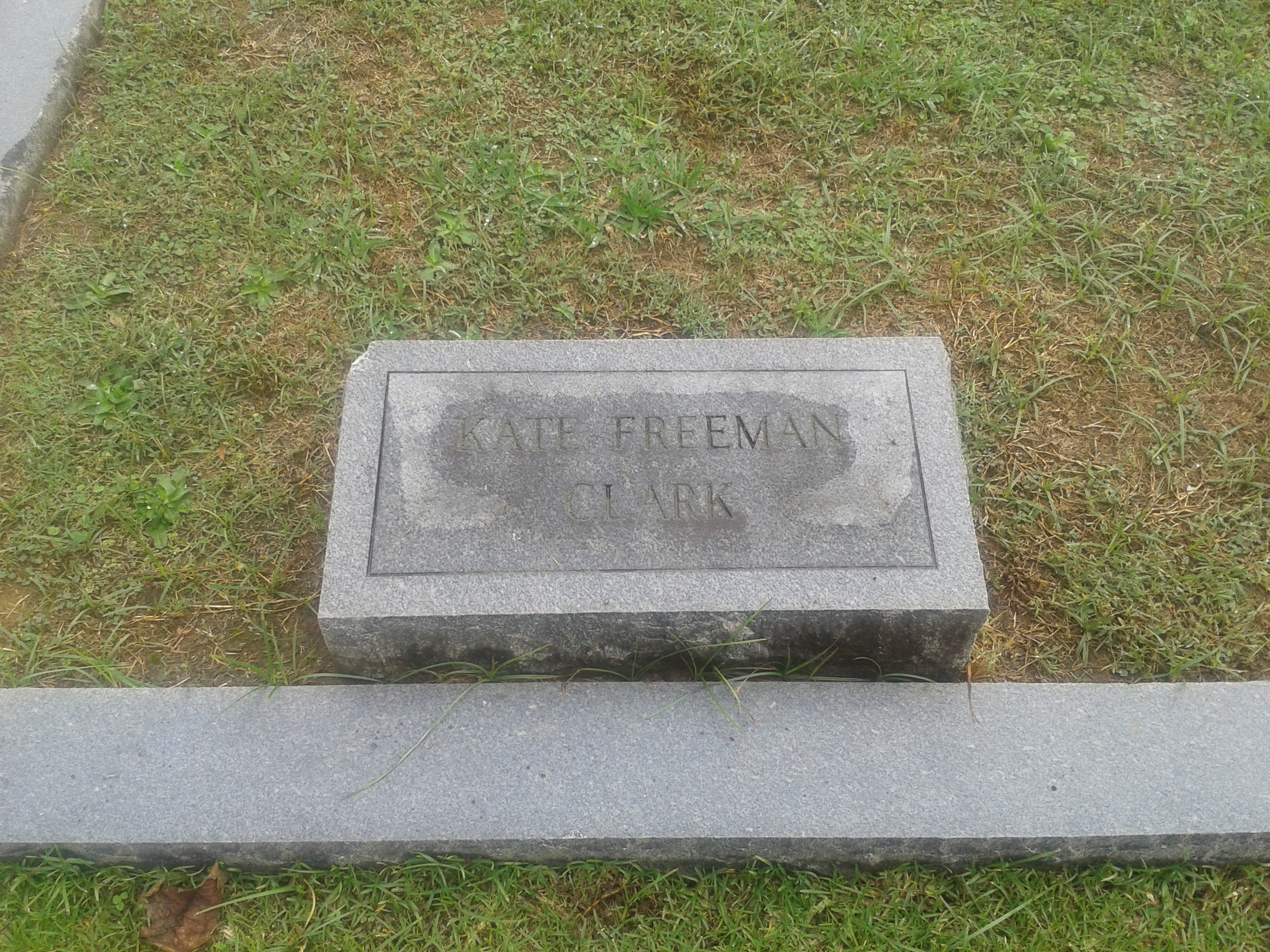
Могила Кейт Фриман Кларк

Умерла 3 марта 1957 года в родном городе. Была похоронена в Холли-Спрингс на кладбище HillCrest Cemetery.
Причины её смерти неизвестны, но современники предполагали, что смерть её наставника Чейза в 1916 году, за которой последовала смерть бабушки в 1919 году и матери в 1922 году — были ударом, от которого она так и не оправилась. Кларк никогда не была замужем, а её единственный серьёзный поклонник — Гамильтон Фоули (Hamilton Foley), выпускник Вест-Пойнта, который уехал на Филиппины во время испано-американской войны, был предан военному трибуналу за хищение в 1905 году.
Художница завещала родному городу несколько сотен своих картин и рисунков, которые хранились на складе Lincoln Warehouse в Нью-Йорке, вместе со своим домом и оставшимися деньгами — на строительство художественного музея с её произведениями. Всё это легло в основу Kate Freeman Clark Museum (Kate Freeman Clark Art Gallery) в Холли-Спрингс. Музей, в котором помимо нескольких произведений Уильяма Чейза представлены только её работы, расположен рядом с её бывшим домом. Более тысячи работ картин Кейт Кларк в экспозиции музея считаются крупнейшей коллекцией картин одного художника в мире. Некоторые её работы находятся в частных коллекциях и некоторых музеях США.